# Janeth Jepkosgei
Janeth Jepkosgei (Kabirirsang, 13 de dezembro de 1983) é uma ex-meio-fundista queniana, campeã mundial dos 800 metros.
Campeã mundial junior dos 800 m em Kingston 2002, sua medalha de ouro no Campeonato Mundial de Atletismo de 2007 em Osaka, Japão, foi a primeira conquistada por uma atleta do Quênia nesta distância. Ela também tem uma medalha de prata olímpica conquistada em Pequim 2008 e mais duas medalhas de prata de mundiais em Berlim 2009 e Daegu 2011.